# Olancho
Olancho is een departement van Honduras, gelegen in het midden van het land aan de grens met Nicaragua. De hoofdstad is Juticalpa.
Het departement bestrijkt een oppervlakte van 23.905 km² en is daarmee het grootste van alle Hondurese departementen en ook groter dan buurland El Salvador in zijn geheel. Er wonen 545.835 mensen (2016).
In de 18e en 19e eeuw kwamen de Olanchanos geregeld in opstand tegen het gezag uit Tegucigalpa. Tegenwoordig zijn de inwoners van het gebied nog steeds onafhankelijk ingesteld, hoewel de landbouwproductie ervoor zorgt dat Olancho een integraal onderdeel is van de Hondurese economie. De Hondurese president Manuel Zelaya is afkomstig uit Catacamas, Olancho.

## Geografie
De centrale delen van het departement zijn licht glooiend en worden door de rivier de Guayape en haar zijrivieren van water voorzien. Deze gebieden, vaak pampa's genoemd vanwege de overeenkomst met dergelijke landschappen in Argentinië, zijn bekend vanwege de grote rundveekuddes en de extensieve veehouderij. De grote steden van Olancho, Catacamas en Juticalpa, liggen hier.
De Guayape is beroemd vanwege het goud dat er gevonden wordt. Het goud werd tijdens de koloniale periode ontdekt door de Spanjaarden; tegenwoordig verdient de lokale bevolking nog geld door goud uit de rivierbedding te halen.
Het noorden en westen van Olancho zijn bebost en bergachtig; hier bevinden zich (delen van) de Sierra de Agalta, de Montaña de Tembladeros en de Montaña de Botaderos.
Het oostelijk gedeelte van Olancho bestaat uit regenwouden, hoewel de invloed van landloze boeren en de bosbouw ervoor zorgen dat de omvang van het regenwoud afneemt. Een deel van het biosfeerreservaat Río Plátano, een tropisch regenwoud met zeer gevarieerde flora en fauna dat de status van werelderfgoed heeft, bevindt zich binnen Olancho; de rest ligt in de departementen Gracias a Dios en Colón.

## Gemeenten

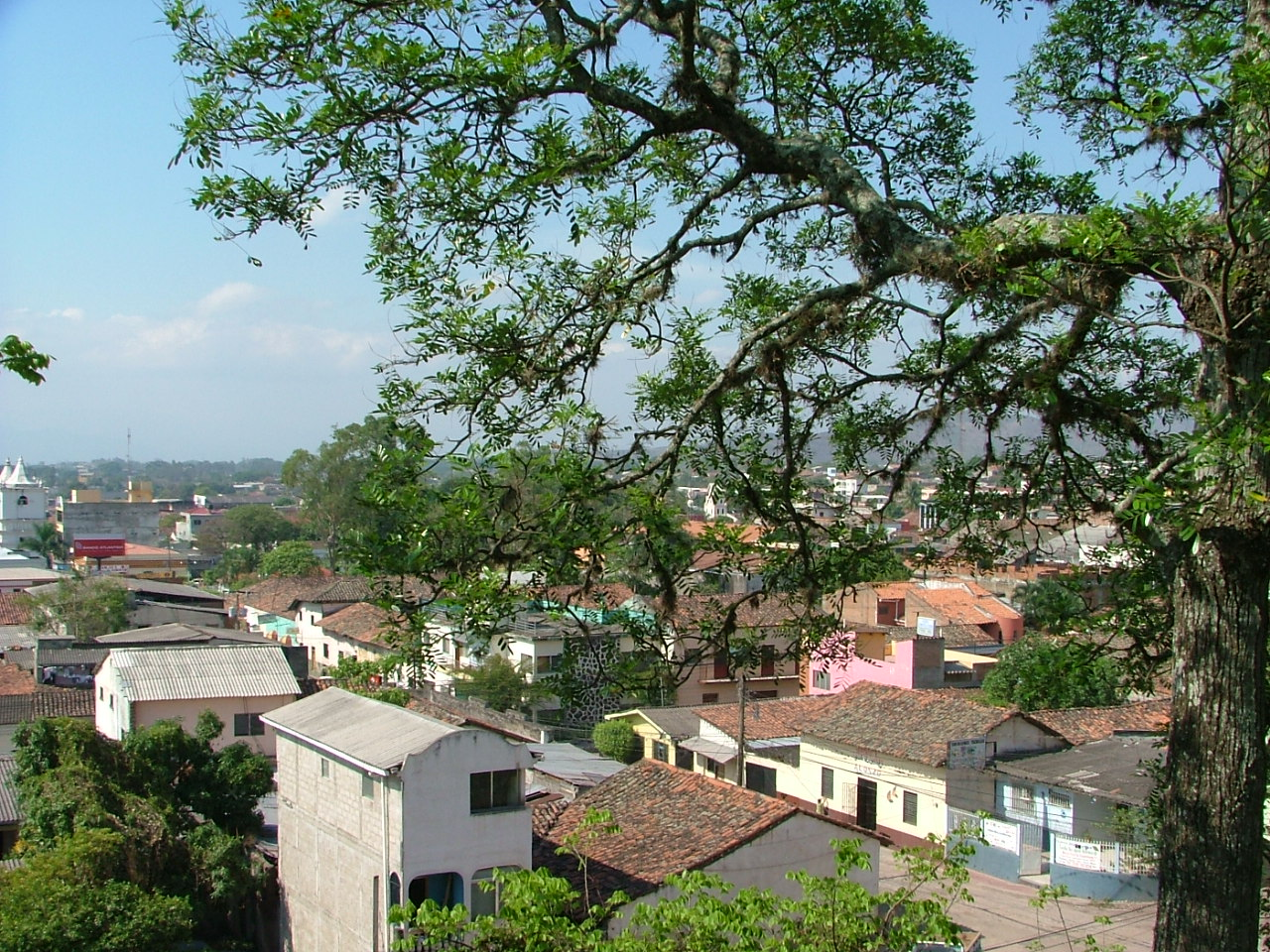
Juticalpa

Het departement is ingedeeld in 23 gemeenten:
- Campamento
- Catacamas
- Concordia
- Dulce Nombre de Culmí
- El Rosario
- Esquipulas del Norte
- Gualaco
- Guarizama
- Guata
- Guayape
- Jano
- Juticalpa
- La Unión
- Mangulile
- Manto
- Patuca
- Salamá
- San Esteban
- San Francisco de Becerra
- San Francisco de la Paz
- Santa María del Real
- Silca
- Yocón

Atlántida · Choluteca · Colón · Comayagua · Copán · Cortés · El Paraíso · Francisco Morazán · Gracias a Dios · Intibucá · Islas de la Bahía · La Paz · Lempira · Ocotepeque · Olancho · Santa Bárbara · Valle · Yoro